# Pilgrim de Passau
Pilgrim de Passau (ou Piligrim, Pilegrinus, Peregrinus), né vers 920 et mort le 21 mai 991 à Passau, fut le 18e évêque de Passau de 971 jusqu'à sa mort.

## Biographie
Pilgrim vient de la vieille noblesse bavaroise ; il est issu des Siegharding (de), comtes dans le Chiemgau, par son père et des Aribon (de) par sa mère. Il reçoit son éducation à l'abbaye bénédictine de Niederaltaich où il devient chanoine.
En 971 l'empereur Otton Ier le nomme évêque de Passau. À cette époque, à la suite notamment de la victoire d'Otton sur les Magyars lors de la bataille du Lechfeld en 955, le diocèse de Passau englobe le vaste territoire le long du Danube à l'est du duché de Bavière jusqu'à l'embouchure de la Morava (March) et de la Leitha.
Après la mort de l'empereur en 973, Pilgrim soutient son fils et successeur Otton II contre la rébellion de son cousin, le duc Henri II de Bavière dit le Querelleur. En 976, Henri a été destitué et Otton II plaça le margraviat d'Autriche sur le Danube sous l'administration de Léopold de Babenberg. L'année suivante, les forces de Henri le Querelleur et de son allié, le duc Henri Ier de Carinthie, envahissent et détruisent la résidence de Pilgrim à Passau. L'évêque reçoit ensuite la protection de l'empereur et la promesse d'une reconstruction des terres autrichiennes ravagées pendant plusieurs décennies de guerres contre les Magyars. De 985 à 991, Pilgrim préside trois synodes diocésains à Lorch, Mautern et Mistelbach près de Wels.
Pilgrim a poursuivi l'évangélisation des Magyars à la suite du baptême du grand-prince Géza et de son fils Étienne. En 972, il révoque le missionnaire Wolfgang pour le consacrer évêque de Ratisbonne. Néanmoins, il ne réussit pas à obtenir les droits de métropolite sur la Hongrie et de la Moravie.
À la fin du XIIe siècle, on le vénère comme un saint et il est cité comme l'oncle de Kriemhild dans la Chanson des Nibelungen.

## Source, notes et références
- (de) Cet article est partiellement ou en totalité issu de l’article de Wikipédia en allemand intitulé « Pilgrim von Passau » (voir la liste des auteurs).
- (de) Karl Uhlirz, « Pilgrim (Bischof von Passau) », dans Allgemeine Deutsche Biographie (ADB), vol. 26, Leipzig, Duncker & Humblot, 1888, p. 131-134
- (de) Anton Landersdorfer, « Pilgrim (Piligrim) », dans Neue Deutsche Biographie (NDB), vol. 20, Berlin, Duncker & Humblot, 2001, p. 441 (original numérisé).